# Maeg Costruzioni
La Maeg Costruzioni S.p.A. è un'azienda italiana e multinazionale specializzata nella progettazione, fornitura e posa in opera di strutture metalliche.

## Storia
Fondata nel 1989 a Vazzola, provincia di Treviso, dai coniugi Alfeo Ortolan e Marilena Carlet, nasce originariamente come linea di produzione della Ortolan SpA, azienda di carpenteria metallica fondata precedentemente da Alfeo con il fratello Walter. Diventa poi indipendente nel 1992.
Negli anni novanta cresce principalmente sul territorio nazionale, arrivando negli anni duemila a consolidare la posizione in Italia con opere fra le quali il ponte della Musica-Armando Trovajoli, il ponte della Scienza a Roma e il ponte Leonardo a Montevarchi. Muove quindi i primi passi verso l'estero con la realizzazione del Corinthia Hotel Khartoum in Sudan.
Nel 2015 il fatturato estero della Maeg supera quello nazionale con la commessa in Iraq di un ponte sul fiume Shaṭṭ al-ʿArab che collega Bassora con Tannumah, terminato nel 2017; tre passerelle pedonali a scavalco del Dubai Water Canal; l'Al Janoub Stadium a Doha per il campionato mondiale di calcio 2022; lo Stadio Paul Biya in Camerun; il ponte di Svilaj fra Croazia e Bosnia Erzegovina; il Gewiss Stadium, lo stadio dell'Atalanta a Bergamo.
In Uganda realizza le strutture metalliche dell'ospedale pediatrico progettato da Renzo Piano per l'associazione umanitaria Emergency; per la Biennale di Venezia del 2018 realizza due cappelle del Padiglione della Santa Sede degli architetti Norman Foster e Sean Godsell.
A Milano, installa il rivestimento della Torre Unipol, conosciuta anche come "Nido Verticale". Con i suoi 23 piani di altezza diventerà la sede centrale dell'omonima compagnia assicuratrice Unipol.
Il rapporto dell'Associazione nazionale costruttori edili (ANCE) del 2018 inserisce la Maeg come diciannovesima nella classifica delle principali imprese di costruzione italiane operanti all'estero; nello stesso anno il settimanale statunitense Engineering News Record la include nelle 250 principali imprese di costruzioni al mondo.